# Thelepus thoracicus
Thelepus thoracicus är en ringmaskart som först beskrevs av Grube 1870.  Thelepus thoracicus ingår i släktet Thelepus och familjen Terebellidae. Inga underarter finns listade i Catalogue of Life.